# Alok

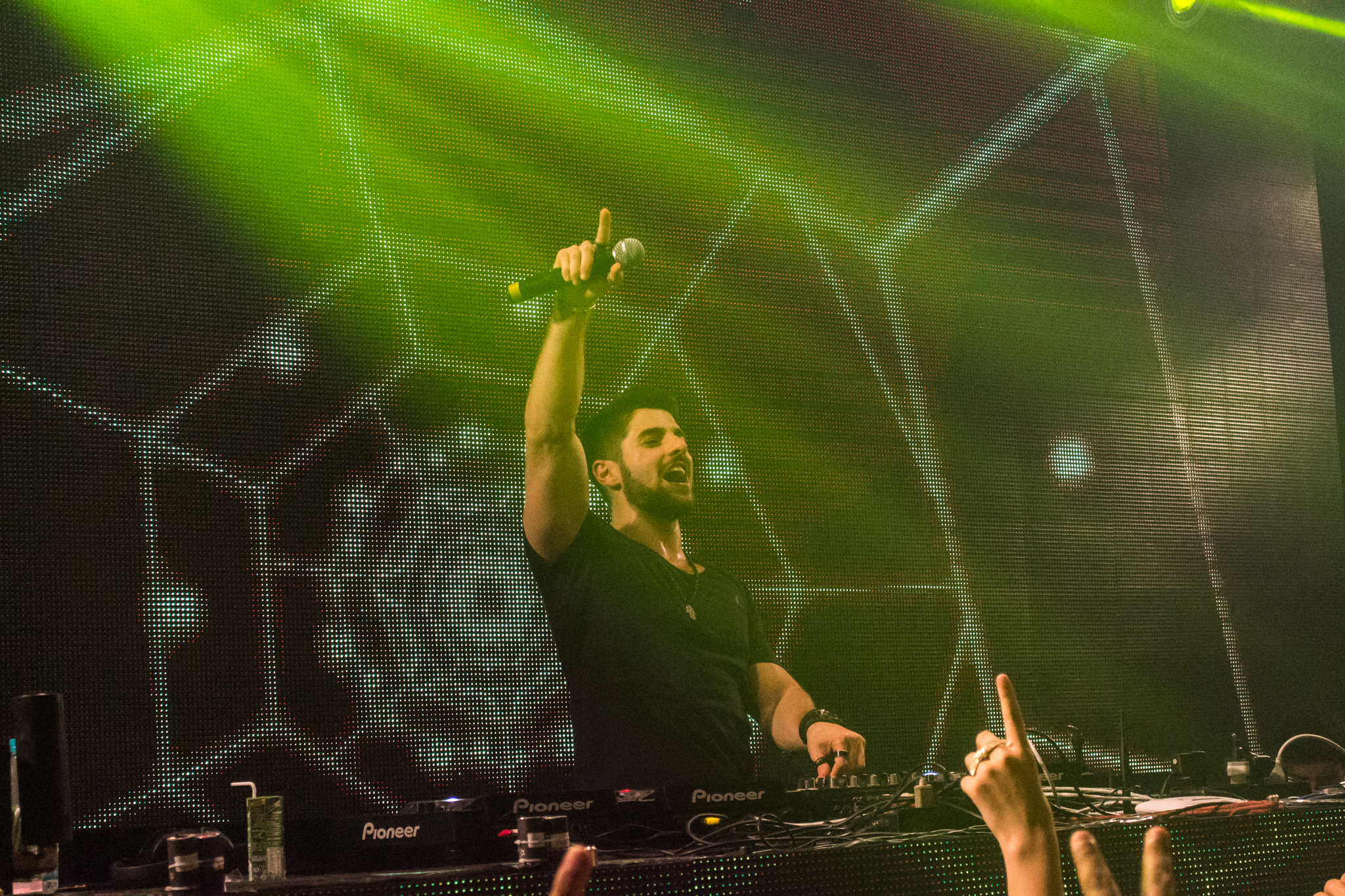
Alok (2016)

Alok, mit vollem Namen Alok Achkar Peres Petrillo (* 26. August 1991 in Goiânia), ist ein brasilianischer DJ und Musikproduzent, der im Jahr 2018 mit seiner Single Hear Me Now bekannt wurde.
Seit 2020 gehört er in der Liste des DJ Magazine zu den Top 5 der besten DJs.

## Biografie

### Persönliches
Alok ist der Sohn der beiden DJs Ekanta (bürgerlich: Ekanta Jake Peres) und Swarup (bürgerlich: Juarez Achkar Petrillo), welche Pioniere des Psytrance-Genres in Brasilien waren und das Universo Paralello, ein jährlich stattfindendes Festival der elektronischen Musik am Strand von Bahia, schufen. Er ist italienischer, portugiesischer und libanesischer Abstammung. Er hat einen zweieiigen Zwillingsbruder namens Bhaskar (bürgerlich: Bhaskar Achkar Peres Petrillo).
Seinen Vornamen erhielt er auf Rat des Gurus und Philosophen Osho, welchen seine Eltern auf einer Indien-Reise kennengelernt hatten. In der sanskritischen Sprache bedeutet Alok „Licht“.

### Karriere
Aufgrund der DJ-Karrieren seiner Eltern kamen die beiden Brüder bereits früh in Kontakt mit dem Mischpult. Zu Beginn waren beide noch als Duo im Einsatz, bis Alok im Alter von 19 Jahren seine Solokarriere startete. Schnell entwickelte er sich zu einem der bekanntesten und einflussreichsten Diskjockeys in Brasilien und räumte diverse Preise ab, wie die Auszeichnung zum Best DJ in Brasil vom Label House Mag Records in den Jahren 2014 und 2015. Im Ranking der besten DJs weltweit, war er im Jahr 2016 der einzige Brasilianer unter den Top-25.
Sein am 21. Oktober 2016 von Spinnin’ Records veröffentlichter Song Hear Me Now, welchen er mit seinem Landsmann Bruno Martini aufnahm, erreichte innerhalb kürzester Zeit Popularität und verhalf Alok auch außerhalb seines Heimatlandes zu zunehmender Bekanntheit. Der Track hat über 355 Millionen Aufrufe (Stand: November 2020) bei YouTube und über 381 Millionen Streams (Stand: März 2019) bei Spotify. Der Song erreichte in Mexiko den ersten Platz in den Billboard-Charts und auch in vielen anderen Ländern chartete er.
Auch die Nachfolgetracks Never Let Me Go, Big Jet Plane und Ocean wurden zu Hits in Brasilien und erreichten allesamt jenseits der 50 Millionen Streams auf Spotify.

## Diskografie

### EPs
- 2022: Deeper EP

### Singles als Leadmusiker
| Jahr | Titel Album                             | Höchstplatzierung, Gesamtwochen, AuszeichnungChartplatzierungen (Jahr, Titel, Album, Platzierungen, Wochen, Auszeichnungen, Anmerkungen) | Höchstplatzierung, Gesamtwochen, AuszeichnungChartplatzierungen (Jahr, Titel, Album, Platzierungen, Wochen, Auszeichnungen, Anmerkungen) | Höchstplatzierung, Gesamtwochen, AuszeichnungChartplatzierungen (Jahr, Titel, Album, Platzierungen, Wochen, Auszeichnungen, Anmerkungen) | Höchstplatzierung, Gesamtwochen, AuszeichnungChartplatzierungen (Jahr, Titel, Album, Platzierungen, Wochen, Auszeichnungen, Anmerkungen) | Höchstplatzierung, Gesamtwochen, AuszeichnungChartplatzierungen (Jahr, Titel, Album, Platzierungen, Wochen, Auszeichnungen, Anmerkungen) | Höchstplatzierung, Gesamtwochen, AuszeichnungChartplatzierungen (Jahr, Titel, Album, Platzierungen, Wochen, Auszeichnungen, Anmerkungen) | Anmerkungen                                                                                    |
| Jahr | Titel Album                             | DE | AT | CH | UK | US | PT | Anmerkungen                                                                                    |
| ---- | --------------------------------------- | --- | --- | --- | --- | --- | --- | ---------------------------------------------------------------------------------------------- |
| 2016 | Hear Me Now –                           | DE50 Gold · (10 Wo.)DE | AT40 (9 Wo.)AT | CH41 (28 Wo.)CH | — | — | PT19 Gold · (32 Wo.)PT | Erstveröffentlichung: 18. November 2016 · mit Bruno Martini feat. Zeeba · BR: ×3Dreifachplatin |
| 2017 | Never Let Me Go –                       | — | — | — | — | — | PT87 Gold · (1 Wo.)PT | Erstveröffentlichung: 5. Mai 2017 · mit Bruno Martini feat. Zeeba · BR: ×2Doppeldiamant        |
| 2020 | Don’t Cry for Me –                      | DE— aDE | — | CH90 (1 Wo.)CH | — | — | — | Erstveröffentlichung: 10. Juli 2020 · mit Martin Jensen & Jason Derulo · BR: Diamant           |
| 2020 | Liberdade (Quando o Grave Bate Forte) – | — | — | — | — | — | PT4 ×2Doppelplatin · (70 Wo.)PT | Erstveröffentlichung: 18. Dezember 2020 mit MC Don Juan e DJ GBR                               |
| 2021 | Love Again –                            | DE43 (11 Wo.)DE | AT50 (7 Wo.)AT | CH95 (1 Wo.)CH | — | — | — | Erstveröffentlichung: 5. Februar 2021 · mit Vize feat. Alida · BR: ×2Doppelplatin              |
| 2021 | In My Mind –                            | — | — | — | — | — | PT165 Gold · (10 Wo.)PT | Erstveröffentlichung: 30. Juli 2021 · mit John Legend · BR: ×2Doppelplatin                     |
| 2022 | Deep Down –                             | — | — | — | UK62 Gold · (12 Wo.)UK | US— GoldUS | PT100 (13 Wo.)PT | Erstveröffentlichung: 17. Juni 2022 · mit Ella Eyre & Kenny Dope · BR: Diamant                 |
| 2023 | Let’s Get Fkd Up –                      | DE12 (27 Wo.)DE | AT11 Platin · (27 Wo.)AT | CH55 Gold · (16 Wo.)CH | — | — | — | Erstveröffentlichung: 17. November 2023 mit Ceres & Mondello’G feat. Tribbs                    |
| 2024 | Summer’s Back –                         | DE— bDE | — | — | — | — | — | Erstveröffentlichung: 21. Juni 2024 mit Jess Glynne                                            |

Weitere Singles
- 2005: Pelados em santos (mit Mamonas Assassinas & Sevenn)
- 2012: Luzern (mit Khainz)
- 2012: Superstition
- 2012: We Need Hip Hop
- 2013: Put Some Sax On
- 2013: Arabe
- 2014: Higher
- 2014: Naughty People (feat. Yves Paquet)
- 2014: I Know You Feel It
- 2014: House Hop / Play My Game
- 2015: The Future
- 2015: Just F*ck (mit Bad Boss)
- 2015: Winter Sunset (mit Dazzo feat. Ellie Ka)
- 2015: Who Gives (mit Shapeless)
- 2015: Yawanawa
- 2015: Feels Good (mit Diego Miranda)
- 2015: Freedom in the Valley (mit Dressel, Daavar & Zeppeliin)
- 2016: Liquid Blue (mit Dazzo)
- 2016: I Need the Bass (mit Sevenn)
- 2016: Mix Forever
- 2016: Addiction (mit Nytron)
- 2016: Me & You (feat. IRO)
- 2016: Don’t Ya (mit Fractal System feat. Bea Jourdan)
- 2016: Byob (mit Sevenn)
- 2016: Bolum Back (mit Liu)
- 2016: Do It (mit Dazzo feat. Barja)
- 2016: That’s My Way (mit Edi Rock feat. Seu Jorge, BR: Gold[16])
- 2016: All I Want (mit Liu feat. Stonefox)
- 2017: Sirene (mit Cat Dealers)
- 2017: Fuego (mit Bhaskar)
- 2017: Love Is a Temple (feat. IRO)
- 2017: VillaMix (Suave) (mit Matheus & Kauan, BR: ×2Doppelplatin )
- 2017: Alien Technology (mit HI-LO)
- 2017: Big Jet Plane (mit Mathieu Koss, BR: Diamant)
- 2018: Ocean (mit Zeeba & IRO, BR: ×2Doppeldiamant )
- 2018: Bella ciao (mit Bhaskar & Jetlag Music feat. Andre Sarate & Adolfo Celdran)
- 2018: Toda la noche (mit Mario Bautista)
- 2018: Baianá (feat. Barbatuques & Foreign)
- 2018: I Miss U (mit Selva, BR: ×2Doppelplatin )
- 2018: United (mit Armin van Buuren & Vini Vici feat. Zafrir)
- 2018: Favela (mit Ina Wroldsen, BR: ×3Dreifachdiamant )
- 2018: Innocent (mit Yves V feat. Gavin James)
- 2018: Próximo amor (mit Luan Santana, BR: Platin)
- 2018: Epitáfio (mit Titãs)
- 2019: Pray (feat. Conor Maynard, BR: Platin)
- 2019: Switch (mit A.Slim)
- 2019: Metaphor (mit Timmy Trumpet, BR: Gold)
- 2019: All the Lies (mit Felix Jaehn & The Vamps, BR: Diamant)
- 2019: Do It Again (mit Steve Aoki)
- 2019: E depois (Que sorte a minha) (mit Seu Jorge & Bid)
- 2019: Party Never Ends (mit Quintino)
- 2019: The Wall (mit Sevenn)
- 2019: Vale vale (mit Zafrir)
- 2019: Tell Me Why (mit Harrison, BR: Platin)
- 2019: Table for 2 (mit IRO)
- 2019: Killed By the City (mit Bhaskar)
- 2019: I Don’t Wanna Talk (mit Hugel feat. Amber Van Day, BR: Gold)
- 2019: On & On (mit Dynoro, BR: ×3Dreifachdiamant )
- 2020: Vou para o alvo (Ao vivo) (mit Padre Reginaldo Manzotti)
- 2020: The Book Is on the Table (mit Jord & DJ MP4, BR: ×2Doppelplatin )
- 2020: Free My Mind (mit Rooftime & DubDogz, BR: Platin)
- 2020: Symphonia (mit Sevenn)
- 2020: Hear Me Tonight (mit THRDL!FE, BR: Diamant)
- 2020: Te boté (mit Axel Cooper & Stefy De Cicco, BR: Platin)
- 2020: Let Me Go (mit KSHMR & MKLA, BR: Gold)
- 2020: Party on My Own (mit Vintage Culture feat. Faulhaber, BR: Diamant)
- 2020: Alive (It Feels Like) (BR: Diamant)
- 2020: Don’t Say Goodbye (mit Ilkay Sencan feat. Tove Lo, BR: ×3Dreifachdiamant )
- 2021: Rapture (mit Daniel Blume, BR: Platin)
- 2021: Kids on Whizz (mit Everyone You Know, BR: Platin)
- 2021: Tu (mit Matheus & Kauan, BR: Platin)
- 2021: It Don’t Matter (mit Sofi Tukker & Inna, BR: Platin)
- 2021: Another You (mit Bloodline feat. The Vamps, BR: Gold)
- 2021: Wherever You Go (feat. John Martin)
- 2021: Domino (mit Vintage Culture & Oxia, BR: Gold)
- 2021: Love Love (mit Mojjo & Gilsons, BR: Gold)
- 2021: Body on My Mind (BR: Gold)
- 2022: Un ratito (mit Luis Fonsi, Lunay, Lenny Tavárez & Juliette, BR: ×2Doppelplatin )
- 2022: Side Effect (feat. Au/Ra, BR: Platin)
- 2022: Headlights (mit Alan Walker feat. Kiddo; #9 der deutschen Single-Trend-Charts am 25. Februar 2022[17], BR: Gold)
- 2022: Run Into Trouble (mit Bastille, BR: Platin)
- 2022: The Club Is Jumpin’
- 2022: All By Myself (mit Sigala & Ellie Goulding, BR: ×2Doppelplatin )
- 2023: Work with My Love (mit James Arthur, BR: ×2Doppelplatin )
- 2023: Car Keys (Ayla) (mit Ava Max, BR: ×2Doppelplatin )
- 2023: Jungle (mit The Chainsmokers & Mae Stephens, BR: Platin)
- 2024: Deep In Your Love (mit Bebe Rexha)
- 2024: Tsunami (mit Ely Oaks)

### Gastbeiträge
| Jahr | Titel Album                 | Höchstplatzierung, Gesamtwochen, AuszeichnungChartplatzierungen (Jahr, Titel, Album, Platzierungen, Wochen, Auszeichnungen, Anmerkungen) | Höchstplatzierung, Gesamtwochen, AuszeichnungChartplatzierungen (Jahr, Titel, Album, Platzierungen, Wochen, Auszeichnungen, Anmerkungen) | Höchstplatzierung, Gesamtwochen, AuszeichnungChartplatzierungen (Jahr, Titel, Album, Platzierungen, Wochen, Auszeichnungen, Anmerkungen) | Höchstplatzierung, Gesamtwochen, AuszeichnungChartplatzierungen (Jahr, Titel, Album, Platzierungen, Wochen, Auszeichnungen, Anmerkungen) | Höchstplatzierung, Gesamtwochen, AuszeichnungChartplatzierungen (Jahr, Titel, Album, Platzierungen, Wochen, Auszeichnungen, Anmerkungen) | Anmerkungen                                                               |
| Jahr | Titel Album                 | DE | AT | CH | UK | PT | Anmerkungen                                                               |
| ---- | --------------------------- | --- | --- | --- | --- | --- | ------------------------------------------------------------------------- |
| 2024 | Lua Boiadeira Internacional | — | — | — | — | PT55 (13 Wo.)PT | Erstveröffentlichung: 16. Februar 2024 Ana Castela and Hungria feat. Alok |

Weitere Gastbeiträge
- 2018: Paga de solteiro feliz (Simone & Simaria feat. Alok)
- 2018: My Life Is Going On (Remix) (Cecilia Krull feat. Alok, Jetlag Music, Hot Q & Wadd, BR: Diamant)
- 2020: Baile Funk (Susanoo feat. Alok)
- 2020: Psicose (Hungria Hip Hop feat. Alok)
- 2020: Calça angelical (MC Caverinha feat. Alok)

### Remixe
- 2014: Gustavo Mota – Jagger’s Gangstar
- 2019: Meduza feat. Goodboys – Piece of Your Heart
- 2020: Faithless feat. Nathan Ball & Caleb Femi – I Need Someone (BR: Gold)
- 2020: Masked Wolf – Astronaut In The Ocean (BR: Gold)

## Auszeichnungen für Musikverkäufe
| Goldene Schallplatte - Australien - 2023: für die Single Deep Down - Belgien - 2024: für die Single Jungle - 2024: für die Single Let’s Get Fkd Up - Brasilien - 2023: für das Lied Squid Game (Let’s Play) - Dänemark - 2017: für die Single Hear Me Now - 2025: für die Single Let’s Get Fkd Up - Frankreich - 2023: für die Single Deep Down - 2024: für die Single All By Myself - Italien - 2023: für die Single Deep Down - Norwegen - 2025: für die Single All By Myself - Polen - 2022: für die Single Wherever You Go - 2024: für die Single Headlights - 2024: für die Single All By Myself - 2024: für die Single Deep Down - 2024: für die Single Car Keys (Ayla) - 2024: für die Single Hear Me Now - Portugal - 2022: für die Single All the Lies - 2022: für die Single Table For 2 - 2022: für die Single Ocean - Spanien - 2024: für die Single Hear Me Now - 2024: für die Single Deep Down - Ungarn - 2024: für die Single Work with My Love | Platin-Schallplatte - Frankreich - 2017: für die Single Hear Me Now - Polen - 2022: für die Single Love Again - 2023: für die Single It Don’t Matter - 2024: für die Single Jungle - 2024: für die Single Let’s Get Fkd Up - Ungarn - 2023: für die Single Deep Down - 2024: für die Single Car Keys (Ayla) - 2024: für die Single Let’s Get Fkd Up - 2024: für die Single All By Myself 2× Platin-Schallplatte - Polen - 2024: für die Single Don’t Say Goodbye 3× Platin-Schallplatte - Italien - 2018: für die Single Hear Me Now |

Anmerkung: Auszeichnungen in Ländern aus den Charttabellen bzw. Chartboxen sind in ebendiesen zu finden.
| Land/RegionAuszeichnungen für Musikverkäufe (Land/Region, Auszeichnungen, Verkäufe, Quellen) | Gold       | Platin       | Diamant       | Verkäufe  | Quellen             |
| -------------------------------------------------------------------------------------------- | ---------- | ------------ | ------------- | --------- | ------------------- |
| Australien (ARIA)                                                                            | Gold1      | —            | —             | 35.000    | aria.com.au         |
| Belgien (BRMA)                                                                               | 2× Gold2   | —            | —             | 40.000    | ultratop.be         |
| Brasilien (PMB)                                                                              | 12× Gold12 | 32× Platin32 | 21× Diamant21 | 8.540.000 | pro-musicabr.org.br |
| Dänemark (IFPI)                                                                              | 2× Gold2   | —            | —             | 90.000    | ifpi.dk             |
| Deutschland (BVMI)                                                                           | Gold1      | —            | —             | 200.000   | musikindustrie.de   |
| Frankreich (SNEP)                                                                            | 2× Gold2   | Platin1      | —             | 333.333   | snepmusique.com     |
| Italien (FIMI)                                                                               | Gold1      | 3× Platin3   | —             | 200.000   | fimi.it             |
| Norwegen (IFPI)                                                                              | Gold1      | —            | —             | 30.000    | ifpi.no             |
| Österreich (IFPI)                                                                            | —          | Platin1      | —             | 30.000    | ifpi.at             |
| Polen (ZPAV)                                                                                 | 6× Gold6   | 6× Platin6   | —             | 450.000   | olis.pl             |
| Portugal (AFP)                                                                               | 6× Gold6   | 2× Platin2   | —             | 50.000    | Einzelnachweise     |
| Schweiz (IFPI)                                                                               | Gold1      | —            | —             | 15.000    | hitparade.ch        |
| Spanien (Promusicae)                                                                         | 2× Gold2   | —            | —             | 60.000    | elportaldemusica.es |
| Ungarn (MAHASZ)                                                                              | Gold1      | 4× Platin4   | —             | 18.000    | slagerlistak.hu     |
| Vereinigte Staaten (RIAA)                                                                    | Gold1      | —            | —             | 500.000   | riaa.com            |
| Vereinigtes Königreich (BPI)                                                                 | Gold1      | —            | —             | 400.000   | bpi.co.uk           |
| Insgesamt                                                                                    | 40× Gold40 | 49× Platin49 | 21× Diamant21 |           |                     |